# (471137) 2010 ET65
(471137) 2010 ET65 est un transneptunien faisant partie des objets épars de magnitude 5,2.
Son diamètre est estimé à environ 400 km, ce qui le qualifie comme un candidat au statut de planète naine.